# Uniforme escolar

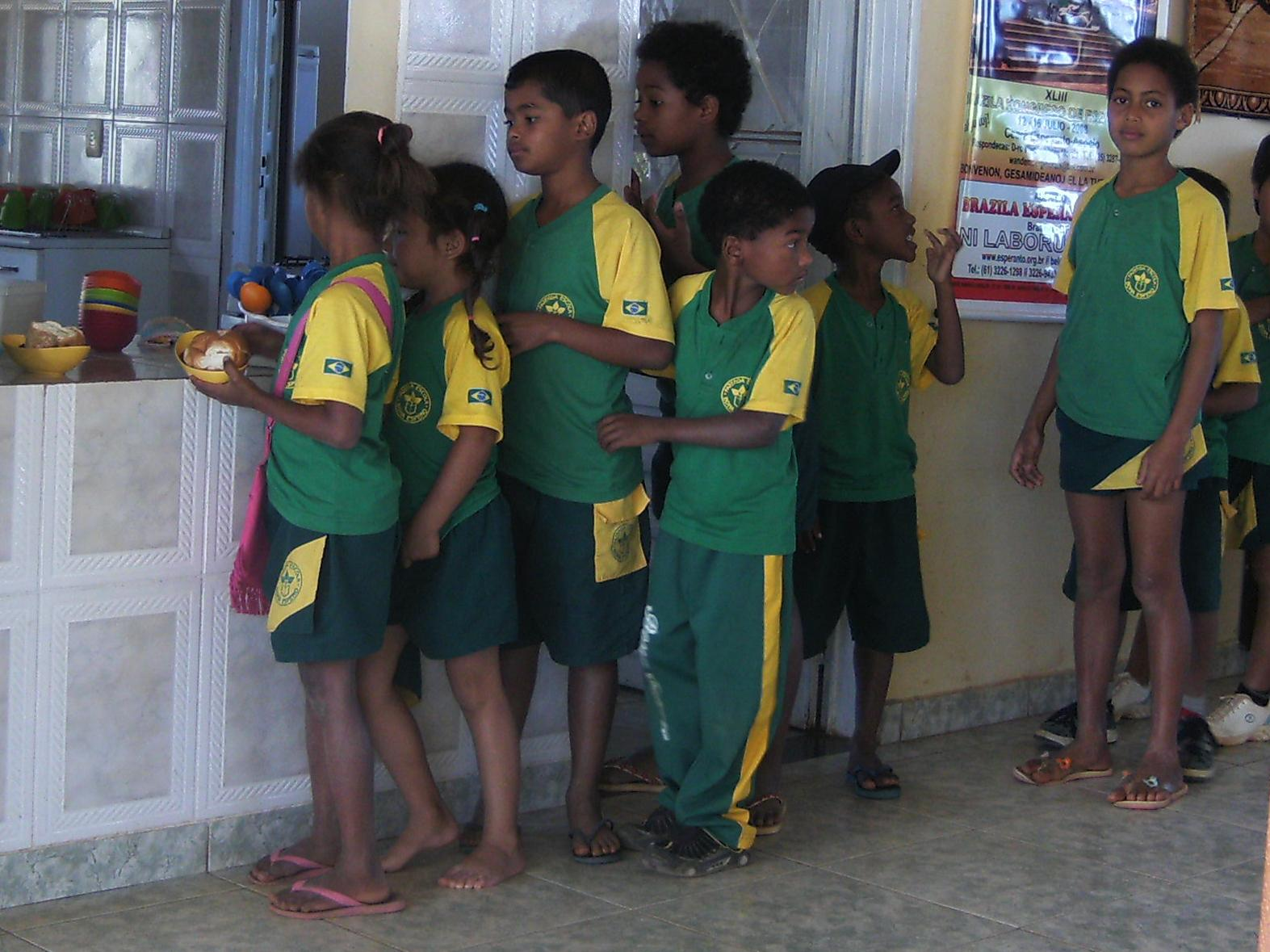
Uniforme escolar numa escola em Alto Paraíso de Goiás, no Brasil.

Uniforme escolar é um padrão de vestuário que identifica os alunos de uma determinada instituição de ensino. Estes uniformes são usados por alunos no período de aulas. Normalmente carrega o símbolo da instituição e é composto por calças, camisetas de manga, camisetas sem manga, shorts, blusa de frio. Algumas vezes, também fazem parte do uniforme escolar de crianças, adolescentes e adultos, meias e tênis. Hoje em dia quase todas as escolas possuem algum tipo de uniforme escolar.

## História do uniforme
A história do uniforme inicia-se no século XV, utilizado pelos militares com intuito de padronizar a vestimenta para todos os soldados da mesma patente. Não só cada exército tinha um tipo de vestimenta diferenciada, como haviam também estandartes e bandeiras que caracterizavam (através de suas cores) cada região, cada reino, cada país, tudo para que cada soldado não matasse um companheiro por engano ou descuido. Os uniformes ou fardas sempre tiveram, ao longo da História da Humanidade, o objetivo de marcar a identidade própria e particular de grupos, categorias, tribos, associações, clubes, agremiações, times, classes sociais, estudantes de determinada escola.
Num segundo momento, foi utilizado com finalidade de estruturar e organizar determinadas instituições, como por exemplo hospitais, hospícios, asilos, etc. Nessa mesma perspectiva de padronização, o uniforme chega ao âmbito escolar.

## O uniforme escolar no Brasil
No Brasil, o uso de uniformes escolares teve início por volta de 1890, nas antigas Escolas Normais, que formavam professoras. Apesar de ser voltado para atender a necessidade básica da escola, facilitando o reconhecimento dos alunos dentro e também fora da escola, o uniforme escolar é uma excelente escolha de economia, uma vez que um mesmo uniforme pode ser usado por longos períodos.
Contudo, a função mais importante dos uniformes escolares é de nivelar e assim criar uma “ideia de padronização e democratização do ensino, mesmo que em aparência, além de se dar visibilidade pública a uma instituição social cada vez mais importante: a escola” (RIBEIRO e SILVA, p. 575, 2012).  Em contrapartida, existem impedimentos para que todos os alunos no Brasil adquiram esses trajes, tanto por parte do Estado quanto por parte das famílias, motivado pelo seu custo elevado, com destaque a compra dos calçados, “artigos pouco utilizados pela maioria da população até, no mínimo, meados do século XX” (Idem, p.575, 2012).